# Regus
Regus (LSE: IWG
) er et multinationalt selskab, der leverer kontorhoteller og servicerede kontorer på globalt plan. Den juni 23, 2015 drev koncernen 2300 business centre fordelt på 106 lande. Regus har hovedkontor i Luxembourg City og har 8 700 medarbejere. Regus er noteret på børsen i London - London Stock Exchange, er med i FTSE 250 Index og er registeret i Sct. Helier, Jersey. Regus Groups omsætning lå i 2014 på £1.676 milliarder.

## Regus i Danmark
Regus Danmark startede sit første Kontorhotel på Larsbjørnsstræde i København helt tilbage i 1998.   
Regus danske netværk har nu flere end 16 Centre i København, Hellerup, Lyngby, Ballerup, Søborg og nu også et nyt Regus Express i Københavns Lufthavn.
Regus´s kunder kan benytte et netværk af fleksible arbejdsområder, som omfatter kontorer, business lounges, mødelokaler, Coworking og virtuelle kontorer.

## Historie
Under en forretningsrejse til Bruxelles i 1989 bemærkede den Engelske entrprenør Mark Dixon manglen på kontorfaciliter til rejsende forretningsfolk, der ofte var tvunget til at arbejde fra hoteller. Han blev klar over, at der var et behov for fleksible kontorlokaler, der blev vedligeholdt, var tilgængelige og bemandede. Han grundlagde derfor sit første Business Center i Bruxelles i Belgien.  
Regus indtog det Latinamerikanske marked med åbning af deres første center i São Paulo i 1994, og i 1999 åbnede Regus deres første center i Asien i Beijing. 
Selskabet fik en vellykket børsintroduktion på London Stock Exchange i år 2000. 
I 2001 forsatte Regus deres ekspansion på det amerikanske markede og opkøbte Stratis Business Centers, der var et amerikansk franchise netværk af kontorhoteller. Senere i 2001 blev Regus’ business center på 23. etage af South Tower i World Trade Center ødelagt under 9/11 angrebene hvor 5 medarbejdere mistede livet. Virksomheden blev kritiseret for ikke at gøre nok for ofrenes familier, selvom en talsmand fra Regus udtalte, at de havde været ”proaktivt opsøgende overfor hver eneste familie til de savnede familiemedlemmer”.
I 2002 solgte selskabet en kontrollerende aktiepost (58%) i dets kerneforretning i UK til Rex 2002 Limited, et selskab, der er oprettet af det private equity-selskab Alchemy Partners. Det indbragte £51 millioner til selskabet, som på det tidspunkt havde haft store økonomiske vanskeligheder.  
I 2003 indgav Regus en kapitel 11-konkursbegæring for at beskytte forretningen i USA, som havde haft en vanskelig tid efter dotcom-boblen. Mindre end 1 år senere tog selskabet, virksomheden i USA ud af kapitel 11-ordningen efter en omstrukturering, der blev finansieret af selskabets andel af den overskudsgivende forretning i Storbritannien. 
Selskabet erhvervede HQ Global Workplaces, en global arbejdspladsudbyder i USA i 2004. HQ’s tidligere hovedsæde i Addison, Texas, blev nu ét at Regus' hovedsæder.
Selskabet generhvervede virksomheden Regus UK i 2006 for £88 millioner, hvilket markerede slutningen på en dramatisk genrejsning, efter selskabet næsten brød sammen i 2002. Senere samme år erhvervede selskabet også Laptop Lane, en kæde af amerikanske forretningscentre i lufthavne.
I 2006 indgik selskabet i partnerskab med Air France-KLM og American Airlines for derved at få fortrinsret til forretningsrejsende, og i 2007 indgik det partnerskab med American Express for at få fortrinsret til deres rejsende med Business Platinum-kort.
I 2007 udvidede Regus sin globale position yderligere ved at åbne forretningscentre i Bulgarien, Jordan, Kenya og Qatar.
I juni 2008 introducerede Regus Businessworld, som er en medlemsservice med flere niveauer, der giver brugerne fleksibel adgang til Regus’ ydelser på alle Regus’ lokaliteter i hele verden. Målgruppen er kunder, der rejser hyppigt.
Med virkning fra den 14. oktober 2008 blev Regus Group plc til Regus plc. Regus plc blev oprettet som et holdingselskab for Regus Group plc med det formål at etablere selskabets hovedsæde i Luxembourg og dets registrerede kontor i Jersey. Både Luxembourg og Jersey er forretningsvenlige offshore finanscentre. Selskabet havde tidligere haft hovedsæde i Surrey, England, og i Addison, Texas, USA.
Regus har fortsat ekspansionspolitikken og åbnet nye business centre. Selskabet har også genforhandlet nogle leasingaftaler med ejendomsejere i Storbritannien for at spare penge, hvor de advarede ejerne om, at de leasede køretøjer kunne komme under administration, hvilket gjorde en del britiske ejendomsejere vrede.
Den 5. juli 2012 UK bekendtgjorde premierminister David Cameron, at Regus ville give 30 tusinde unge entreprenører i hele England adgang til selskabets globale netværk af business lounges og administrativ support. Denne support fra Regus, til en værdi af £20 millioner, kommer til at give et håndfast skub fremad til unge entreprenører, som er ved at starte egen virksomhed. Det supplerer regeringens låneordning StartUp Loans, som styres af James Caan, der er berømt fra Dragon's Den.
Den 19. februar 2013 overtog Regus MWB BE, som er Storbritanniens næststørste servicerede kontorudbyder med et kontant tilbud på £65.6 millioner, efter de havde kæmpet med milliardæren Anson Chan fra Hongkong om at opkøbe det.
I 2013 åbnede Regus i land nr. 100, som var Nepal, og virksomhedens center nr. 1500 i Pune, Indien, og virksomheden betjener nu over 1,5 millioner kunder.
I 2014 åbnede Regus forretningscenter nr. 2.300 i Boulder, Colorado, og man åbnede også i 50 nye byer og storbyer alene i 1. kvartal. Regus har også underskrevet store vigtige aftaler med lufthavnene i Heathrow og Gatwick, samt med Singapores regering.

## Drift og Servicer
Regus og selskabets brands (HQ og Regus Express) leverer servicerede kontorer (kontorhoteller), virtuelle kontorer, mødelokaler og videokonferencefaciliteter for kunder på kontraktbasis. Selskabet er aktivt i 106 lande med mere end 2.300 forretningscentre, hvilket gør det til verdens største udbyder af fleksible arbejdspladser. Regus UK er ligeledes vært for Britain First ved deres kontor i Belfast, som er vært for Britannia Campaigning, selskabet bag Britain First, som ejes af Paul Golding.

## Hovedkontor
Regus hører hjemme i Luxembourg City, nr. 26 på Boulevard Royal, L-2449.

## Øverste Ledelse
Som selskabets administrerende direktør lyder Mark Dixons totale årsindkomst for år 2014 på £2.77 millioner, hvoraf grundlønnen er £587 tusinde.

## Eksterne Links
- Regus Danmark